# 小林幹夫
小林 幹夫（こばやし みきお、1954年〈昭和29年〉1月22日 - ）は、日本の政治家。勲等は旭日中綬章。元自由民主党栃木県議会議員（5期）。

## 経歴
栃木県鹿沼市出身。栃木県立宇都宮高等学校を経て、日本歯科大学を卒業。鹿沼市内で歯科医院を開業し、鹿沼市議会議員を4期務める。2003年栃木県議会議員に無所属で立候補し、初当選。後に自由民主党に入る。栃木県議を5期務め、2012年に副議長、2017年に議長に就任した。2023年の県議選で落選。
2024年6月9日に行われた鹿沼市長選挙に無所属で立候補。自民党と公明党の推薦を受けたが、元立憲民主党県議の松井正一に敗れた。
※当日有権者数：78,411人 最終投票率：52.72%（前回比：2.87pts）
| 候補者名 | 年齢 | 所属党派 | 新旧別 | 得票数   | 得票率 | 推薦・支持             |
| -------- | ---- | -------- | ------ | -------- | ------ | ---------------------- |
| 松井正一 | 58   | 無所属   | 新     | 24,600票 | 59.99% |                        |
| 小林幹夫 | 70   | 無所属   | 新     | 16,410票 | 40.01% | （推薦）自民党・公明党 |

落選後、市内の有権者に配布されていたチラシが映画版「スラムダンク」のポスターに酷似してるとの指摘があり、著作権法に触れるおそれがあるとする声が上がった。チラシには本人だけでなく、自民党幹事長の茂木敏充や栃木県知事の福田富一らの顔が描かれていた。チラシは市内に住む支持者の男性が後援会から依頼を受け、作成された。作成者は県外の商店街のスタンプラリーのポスターを見てチラシを作成したという。チラシの作成には「公職選挙法を念頭に入れていたが、著作権法については考慮していなかった」という。
2025年（令和7年）春の叙勲で旭日中綬章を受章した。